# Aneby

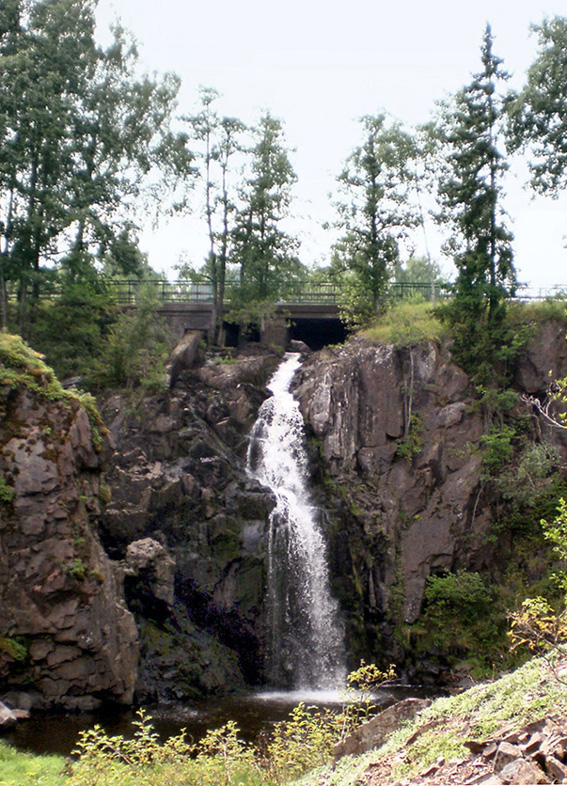
Der Wasserfall Stalpet

Aneby ist ein Ort (tätort) in der schwedischen Provinz Jönköpings län und in der historischen Provinz Småland, etwa 45 Kilometer östlich von Jönköping und 22 Kilometer nördlich von Eksjö gelegen. Der Ort ist Hauptort der gleichnamigen Gemeinde.
Aneby ist ein Industrieort und mit drei Freikirchen im Ort ein freikirchliches Zentrum.
Nördlich von Aneby liegt der 20 Meter hohe Wasserfall Stalpet. In der Nähe befindet sich die Siedlung Stjärneborg mit einem Eisenbahnmuseum. Die lokale Eisenbahn wurde vom Ingenieur Malte Stierngranat, der auch neue Stationen errichtete, entwickelt.

## Persönlichkeiten
- Axel Hägerström (1868–1939), Philosoph
- Katarina von Bredow (* 1967), Schriftstellerin